# Női 200 méteres hátúszás az 1974-es úszó-Európa-bajnokságon
Az 1974-es úszó-Európa-bajnokságon a női 200 méteres hátúszás versenyeit augusztus 25-én tartották. A versenyszámban 20-an indultak. A győztes az NDK-beli Ulrike Richter lett, aki a döntőben világcsúcsot úszott. A magyar induló Czövek Zsuzsa a 7. helyen végzett.

## Rekordok
|            | Név            | Nemzet | Idő     | Helyszín | Dátum           |
| ---------- | -------------- | ------ | ------- | -------- | --------------- |
| Világcsúcs | Ulrike Richter | NDK    | 2:18,41 | Rostock  | 1974. július 7. |

A versenyen új rekord született:
| Európa-bajnoki csúcs | selejtező | Ulrike Tauber  | NDK | 2:21,91 | Bécs, Ausztria | augusztus 25. |
| világcsúcs           | döntő     | Ulrike Richter | NDK | 2:17,35 | Bécs, Ausztria | augusztus 25. |

## Eredmények
A rövidítések jelentése a következő:
| - Q: továbbjutás időeredmény alapján - ECR: Európa-bajnoki rekord | - WR: világ rekord - ER: Európa-rekord | - NR: országos rekord |

### Selejtezők
| Helyezés | Futam | Név                      | Nemzet             | Idő     | Megj.  |
| -------- | ----- | ------------------------ | ------------------ | ------- | ------ |
| 1        | 1     | Ulrike Tauber            | NDK                | 2:21,91 | Q, ECR |
| 2        | 3     | Ulrike Richter           | NDK                | 2:23,30 | Q      |
| 3        | 2     | Enith Brigitha           | Hollandia          | 2:23,44 | Q      |
| 4        | 2     | Corriane Heymanns        | Hollandia          | 2:23,65 | Q      |
| 5        | 3     | Nagyezsda Sztavko        | Szovjetunió        | 2:24,21 | Q      |
| 6        | 3     | Sylvie Le Noach          | Franciaország      | 2:25,16 | Q      |
| 7        | 3     | Czövek Zsuzsa            | Magyarország       | 2:26,39 | Q      |
| 8        | 3     | Antonella Roncelli       | Olaszország        | 2:26,44 | Q      |
| 9        | 2     | Sylvie Charrier          | Franciaország      | 2:26,63 |        |
| 10       | 1     | Diana Olsson             | Svédország         | 2:26,89 |        |
| 11       | 1     | Klavgyija Sztudennyikova | Szovjetunió        | 2:26,99 |        |
| 12       | 3     | Hana Kubiková            | Csehszlovákia      | 2:27,10 |        |
| 13       | 1     | Angelika Grieser         | NSZK               | 2:27,77 |        |
| 14       | 2     | Cristina Stuttgard       | Olaszország        | 2:28,03 |        |
| 15       | 2     | Silvia Fontana           | Spanyolország      | 2:29,58 |        |
| 16       | 2     | Elke Jakobs              | NSZK               | 2:30,17 |        |
| 17       | 1     | Carine Verbauwen         | Belgium            | 2:30,24 |        |
| 18       | 1     | Margaret Kelly           | Egyesült Királyság | 2:30,94 |        |
| 19       | 2     | Françoise Chauvin        | Belgium            | 2:31,53 |        |
| 20       | 3     | Bente Eriksen            | Norvégia           | 2:31,95 |        |

### Döntő
| Helyezés | Név                | Nemzet        | Idő     | Megj. |
| -------- | ------------------ | ------------- | ------- | ----- |
|          | Ulrike Richter     | NDK           | 2:17,35 | WR    |
|          | Ulrike Tauber      | NDK           | 2:18,72 |       |
|          | Enith Brigitha     | Hollandia     | 2:21,33 |       |
| 4        | Nagyezsda Sztavko  | Szovjetunió   | 2:22,90 |       |
| 5        | Sylvie Le Noach    | Franciaország | 2:23,78 |       |
| 6        | Corriane Heymanns  | Hollandia     | 2:23,84 |       |
| 7        | Czövek Zsuzsa      | Magyarország  | 2:25,16 |       |
| 8        | Antonella Roncelli | Olaszország   | 2:25,81 |       |